# FK Göingarna
FK Göingarna är en svensk orienteringsklubb som bildades 1948Föreningen bedriver verksamhet i Östra Göinge kommun med  klubbstuga i Tågaröd.
FK Göingarna har verksamhet för barn, ungdom och vuxna. Speciellt har klubbens juniorer dominerat vid nationella men också vid internationella mästerskap.
När 2022 års Junioreuropacup, JEC, i Tyskland avslutades med stafetter  bidrog FK Göingarnas Svante och Wilmer Selin stort till en femteplats tillsammans med Odin Ek.
Vid Sprint SM 2023 vann Svante Selin guld i juniorklassen H18. 
Vid herrarnas JVM-stafett i Tjeckien 2024 tog det svenska förstalaget en silvermedalj 26 sekunder bakom vinnarlaget Schweiz. I laget sprang Svante Selin sista sträckan.
Vid  Junioreuropacupen, JEC, 2024 delade Svante en andraplats i sprint i klassen M20.
Vid junior-VM 2025 i Italien vann Wilmer en silvermedalj  på långdistans och en guldmedalj i stafett tillsammans med Ludvig Rosén och Hannes Mogensen.
Vid SM 2024 blev Svante Selin svensk juniormästare i medeldistans. Vidare placerade sig Wilmer Selin och Noah Krigström bland de 8 bästa.
FK Göingarna vann dessutom SM-Guld i juniorstafetten 2024. Laget bestod av Noah Krikström, som sprang den första sträckan, följt av Wilmer Selin på den andra, och Svante Selin som avslutade på den sista sträckan.

## Externa källor
- ”Officiell webbplats”. https://www.fkg.nu/. Läst 12 maj 2025.